# Seznam dílů seriálu Cobra Kai
Toto je seznam dílů seriálu Cobra Kai.

## Přehled řad
| Řada | Díly | Premiéra na YouTube Red / Premium |
| ---- | ---- | --------------------------------- |
| 1    | 10   | 2. května 2018                    |
| 2    | 10   | 24. dubna 2019                    |

| Řada | Díly | Premiéra na Netflixu |
| ---- | ---- | -------------------- |
| 3    | 10   | 1. ledna 2021        |
| 4    | 10   | 31. prosince 2021    |

## Seznam dílů

### První řada (2018)
| Č. v seriálu | Č. v řadě | Původní název        | Český název          | Režie                            | Scénář                                                                                            | Premiéra na YouTube Red |
| ------------ | --------- | -------------------- | -------------------- | -------------------------------- | ------------------------------------------------------------------------------------------------- | ----------------------- |
| 1            | 1         | Ace Degenerate       | Degenerovaný machr   | Jon Hurwitz a Hayden Schlossberg | Josh Heald, Jon Hurwitz, a Hayden Schlossberg                                                     | 2. května 2018          |
| 2            | 2         | Strike First         | Udeř první           | Jon Hurwitz a Hayden Schlossberg | Josh Heald, Jon Hurwitz, a Hayden Schlossberg                                                     | 2. května 2018          |
| 3            | 3         | Esqueleto            | Kostlivec            | Jennifer Celotta                 | Josh Heald, Jon Hurwitz, a Hayden Schlossberg                                                     | 2. května 2018          |
| 4            | 4         | Cobra Kai Never Dies | Cobra Kai neumírá    | Jennifer Celotta                 | námět: Josh Heald, Jon Hurwitz a Hayden Schlossberg scénář: Jason Belleville                      | 2. května 2018          |
| 5            | 5         | Counterbalance       | Protiváha            | Josh Heald                       | Josh Heald, Jon Hurwitz a Hayden Schlossberg                                                      | 2. května 2018          |
| 6            | 6         | Quiver               | Houf                 | Josh Heald                       | námět: Josh Heald, Jon Hurwitz a Hayden Schlossberg scénář: Joe Piarulli a Luan Thomas            | 2. května 2018          |
| 7            | 7         | All Valley           | All Valley           | Steve Pink                       | námět: Josh Heald, Jon Hurwitz a Hayden Schlossberg scénář: Stacey Harman                         | 2. května 2018          |
| 8            | 8         | Molting              | Svlékání kůže        | Steve Pink                       | námět: Josh Heald, Jon Hurwitz, Hayden Schlossberg a Stacey Harman scénář: Michael Jonathan Smith | 2. května 2018          |
| 9            | 9         | Different but Same   | Jiní, a přece stejní | Jon Hurwitz a Hayden Schlossberg | námět: Josh Heald, Jon Hurwitz a Hayden Schlossberg scénář: Jason Belleville                      | 2. května 2018          |
| 10           | 10        | Mercy                | Slitování            | Jon Hurwitz a Hayden Schlossberg | Josh Heald, Jon Hurwitz a Hayden Schlossberg                                                      | 2. května 2018          |

### Druhá řada (2019)
| Č. v seriálu | Č. v řadě | Původní název       | Český název        | Režie                            | Scénář                                                                                      | Premiéra na YouTube Premium |
| ------------ | --------- | ------------------- | ------------------ | -------------------------------- | ------------------------------------------------------------------------------------------- | --------------------------- |
| 11           | 1         | Mercy Part II       | Slitování, 2. část | Jon Hurwitz a Hayden Schlossberg | Josh Heald, Jon Hurwitz, a Hayden Schlossberg                                               | 24. dubna 2019              |
| 12           | 2         | Back in Black       | Back in Black      | Jon Hurwitz a Hayden Schlossberg | Josh Heald, Jon Hurwitz, a Hayden Schlossberg                                               | 24. dubna 2019              |
| 13           | 3         | Fire and Ice        | Oheň a led         | Michael Grossman                 | námět: Josh Heald, Jon Hurwitz a Hayden Schlossberg scénář: Stacey Harman                   | 24. dubna 2019              |
| 14           | 4         | The Moment of Truth | Okamžik pravdy     | Michael Grossman                 | námět: Josh Heald, Jon Hurwitz a Hayden Schlossberg scénář: Kevin McManus a Matthew McManus | 24. dubna 2019              |
| 15           | 5         | All In              | Bez váhání         | Josh Heald                       | Josh Heald, Jon Hurwitz a Hayden Schlossberg                                                | 24. dubna 2019              |
| 16           | 6         | Take a Right        | Koukni doprava     | Josh Heald                       | Josh Heald, Jon Hurwitz a Hayden Schlossberg                                                | 24. dubna 2019              |
| 17           | 7         | Lull                | Klid před bouří    | Jennifer Celotta                 | námět: Josh Heald, Jon Hurwitz a Hayden Schlossberg scénář: Kevin McManus a Matthew McManus | 24. dubna 2019              |
| 18           | 8         | Glory of Love       | Glory of Love      | Jennifer Celotta                 | námět: Josh Heald, Jon Hurwitz a Hayden Schlossberg scénář: Joe Piarulli a Luan Thomas      | 24. dubna 2019              |
| 19           | 9         | Pulpo               | Pulpo              | Jon Hurwitz a Hayden Schlossberg | námět: Josh Heald, Jon Hurwitz a Hayden Schlossberg scénář: Michael Jonathan Smith          | 24. dubna 2019              |
| 20           | 10        | No Mercy            | Žádné slitování    | Jon Hurwitz a Hayden Schlossberg | námět: Josh Heald, Jon Hurwitz a Hayden Schlossberg scénář: Joe Piarulli a Luan Thomas      | 24. dubna 2019              |

### Třetí řada (2021)
| Č. v seriálu | Č. v řadě | Původní název                     | Český název                   | Režie                            | Scénář | Premiéra na Netflixu |
| ------------ | --------- | --------------------------------- | ----------------------------- | -------------------------------- | --- | -------------------- |
| 21           | 1         | Aftermath                         | Následky                      | Jon Hurwitz a Hayden Schlossberg | Josh Heald, Jon Hurwitz a Hayden Schlossberg                                                                      | 1. ledna 2021        |
| 22           | 2         | Nature Vs. Nurture                | Přirozenost versus disciplína | Jon Hurwitz a Hayden Schlossberg | námět: Josh Heald, Jon Hurwitz, Hayden Schlossberg, Joe Piarulli a Luan Thomas scénář: Joe Piarulli a Luan Thomas | 1. ledna 2021        |
| 23           | 3         | Now You're Gonna Pay              | A teď za to zaplatíš          | Lin Oeding                       | námět: Josh Heald, Jon Hurwitz, Hayden Schlossberg a Stacey Harman scénář: Stacey Harman                          | 1. ledna 2021        |
| 24           | 4         | The Right Path                    | Správná cesta                 | Lin Oeding                       | námět: Josh Heald, Jon Hurwitz, Hayden Schlossberg a Michael Jonathan Smith scénář: Michael Jonathan Smith        | 1. ledna 2021        |
| 25           | 5         | Miyagi-Do                         | Mijagi-Do                     | Steven Tsuchida                  | námět: Josh Heald, Jon Hurwitz, Hayden Schlossberg a Bob Dearden scénář: Bob Dearden                              | 1. ledna 2021        |
| 26           | 6         | King Cobra                        | Kobra královská               | Steven Tsuchida                  | námět: Josh Heald, Jon Hurwitz, Hayden Schlossberg, Joe Piarulli a Luan Thomas scénář: Joe Piarulli a Luan Thomas | 1. ledna 2021        |
| 27           | 7         | Obstáculos                        | Překážky                      | Jennifer Celotta                 | námět: Josh Heald, Jon Hurwitz, Hayden Schlossberg a Alyssa Forleiter scénář: Alyssa Forleiter                    | 1. ledna 2021        |
| 28           | 8         | The Good, The Bad, and the Badass | Hodný, zlý a drsňácký         | Jennifer Celotta                 | námět: Josh Heald, Jon Hurwitz, Hayden Schlossberg a Mattea Greene scénář: Mattea Greene                          | 1. ledna 2021        |
| 29           | 9         | Feel The Night                    | Feel the Night                | Josh Heald                       | námět: Josh Heald, Jon Hurwitz, Hayden Schlossberg a Michael Jonathan Smith scénář: Michael Jonathan Smith        | 1. ledna 2021        |
| 30           | 10        | December 19                       | 19. prosince                  | Josh Heald                       | námět: Josh Heald, Jon Hurwitz, Hayden Schlossberg a Bob Dearden scénář: Bob Dearden                              | 1. ledna 2021        |